# Cosahuayán Grande
Cosahuayán Grande är en ort i Mexiko.   Den ligger i kommunen El Arenal och delstaten Hidalgo, i den sydöstra delen av landet, 90 km norr om huvudstaden Mexico City. Cosahuayán Grande ligger 2 092 meter över havet och antalet invånare är 200.
Terrängen runt Cosahuayán Grande är kuperad åt sydost, men åt nordväst är den platt. Runt Cosahuayán Grande är det ganska tätbefolkat, med 90 invånare per kvadratkilometer. Närmaste större samhälle är San Salvador, 12,3 km väster om Cosahuayán Grande. Omgivningarna runt Cosahuayán Grande är i huvudsak ett öppet busklandskap.